# انویل (تنسی)
انویل(به انگلیسی: Enville) شهری در ایالت تنسی کشور ایالات متحده آمریکا است که جمعیت آن در سرشماری سال ۲۰۱۰ میلادی، ۱۸۹ نفر بوده‌است.